# Cipayo

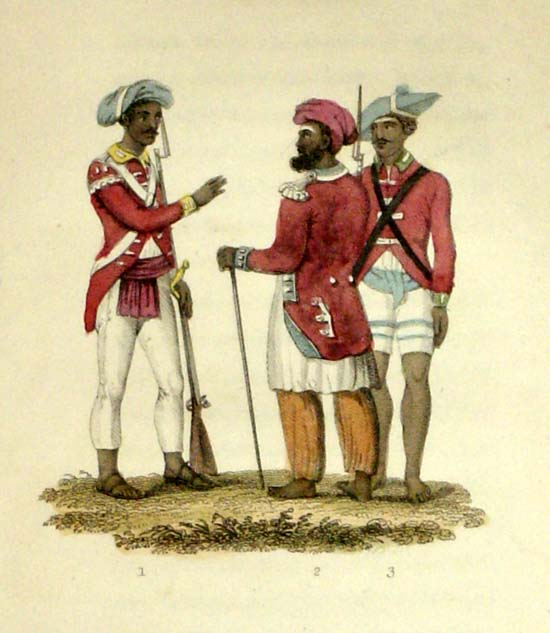
Cipayos en un grabado de Frederic Shoberl del libro El mundo en miniatura: Indostán, Londres, R. Ackerman, década de 1820.

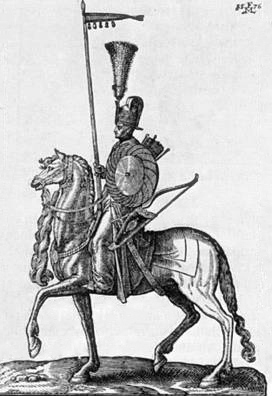
Sipahi, grabado de Melchior Lorch (1646), de un original de 1576. Bibliothèque Nationale, Paris.

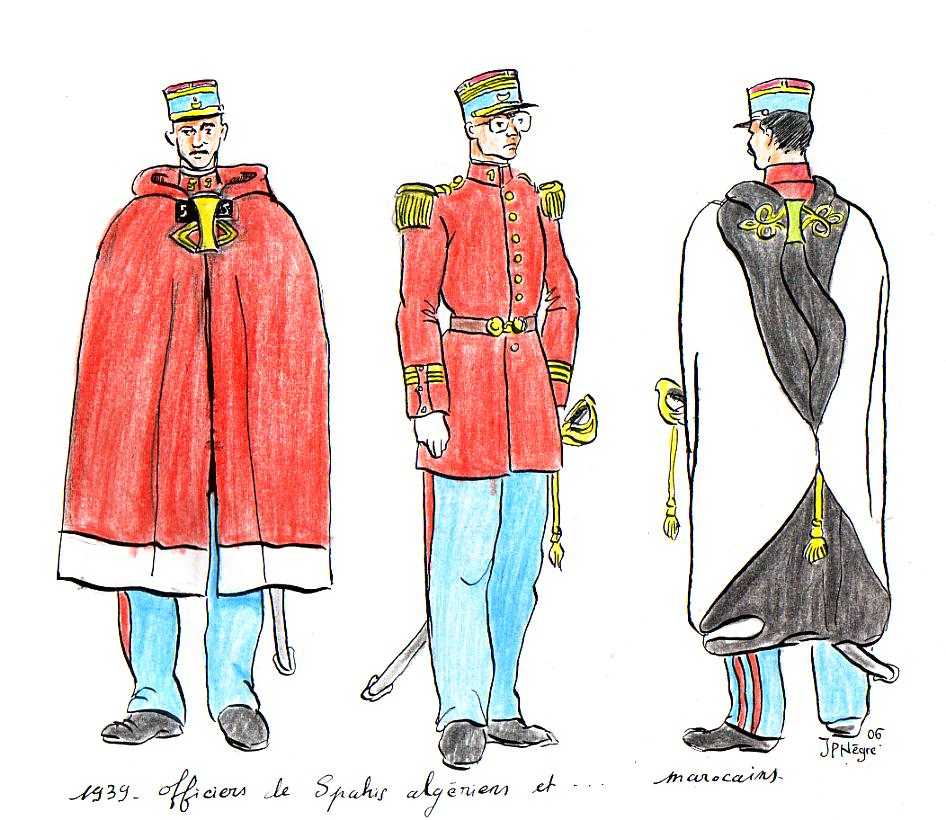
Representación de los uniformes de oficiales del cuerpo de espahíes argelinos y marroquíes del ejército expedicionario francés.

Un cipayo (en idioma persa: «سِپَاهي» —Sipâhi—; en turco: Sipahi; en inglés: Sepoy, en francés: Cipaye; en otros idiomas europeos Sepahi, Espahí o Sipahi, debido al turco) era un miembro de una tropa de caballería de élite incluida dentro de las seis divisiones de la caballería del ejército del Imperio otomano. Posteriormente, en el Imperio británico, se conocía como «cipayo» a un nativo de la India reclutado (en general) al servicio del poder europeo, normalmente del Reino Unido, pero el uso también se extendía a los ejércitos coloniales de Francia y Portugal.
De ahí se generalizó una segunda acepción como nativo de una colonia simpatizante con los intereses metropolitanos, o simplemente «secuaz a sueldo», como recoge la Real Academia Española.

## Origen del nombre
El nombre proviene del término en persa «سپاهی» (Sepâhi), que significa «soldado». El estatus de los cipayos se asemejaba al de los caballeros europeos medievales. El cipayo era el titular de un feudo (timar) concedido directamente por el sultán otomano y tenía derecho a todos los ingresos del mismo a cambio de sus servicios como militar. Los campesinos del timar eran añadidos posteriormente al mismo.

## Historia
El cuerpo militar de los cipayos fue fundado probablemente durante el reinado de Mehmed II. Eran la más numerosa de las seis divisiones de caballería otomanas y eran el homólogo a caballo de los jenízaros, que luchaban a pie como infantería de elite. En tiempos de paz, los cipayos eran responsables de la recaudación de impuestos.

### En el Imperio británico
En forma específica, fue el vocablo usado por el Ejército británico de la India para la infantería en general.
Gran parte del ejército de la Compañía Británica de las Indias Orientales estaba formado por cipayos hindúes.
El rango equivalente en la caballería inglesa se denominaba sowar.

### En la colonización francesa
Durante el periodo de la colonización francesa del norte de África, desde el primer tercio del siglo XIX, diversas unidades y regimientos de cipayos fueron integrados en el cuerpo expedicionario francés.

## En español
Generalizando, el término se emplea en castellano de forma despectiva para referirse a un secuaz a sueldo y/o un mercenario.
A nivel internacional, en Argentina, el Cono Sur y Sudamérica, se utiliza para referirse al individuo que, por sus dichos, actos y actitudes, beneficia a los intereses de las políticas foráneas, especialmente en referencia a los Estados Unidos o a los países imperialistas de Europa que han conquistado y colonizado la región, con énfasis en el Reino Unido y España, respectivamente, en desmedro de los nacionales. 
A su vez, es un concepto ligado a la noción sociológica de desclasamiento en tanto «acción o efecto de hacer que alguien deje de pertenecer a la clase social de la que proviene, o que pierda conciencia de ella».
Dentro de España, la mayoría de las personas que usan este término en el País Vasco y Navarra lo hacen de forma despectiva contra su policía autonómica, Ertzaintza y Policía Foral de Navarra, respectivamente, haciendo referencia a que son agentes de origen vasco y a que obedecen los intereses del gobierno central, no como el resto (guardias civiles y policías nacionales), que suelen ser de origen no vasco.